# Metropolici warszawscy i całej Polski

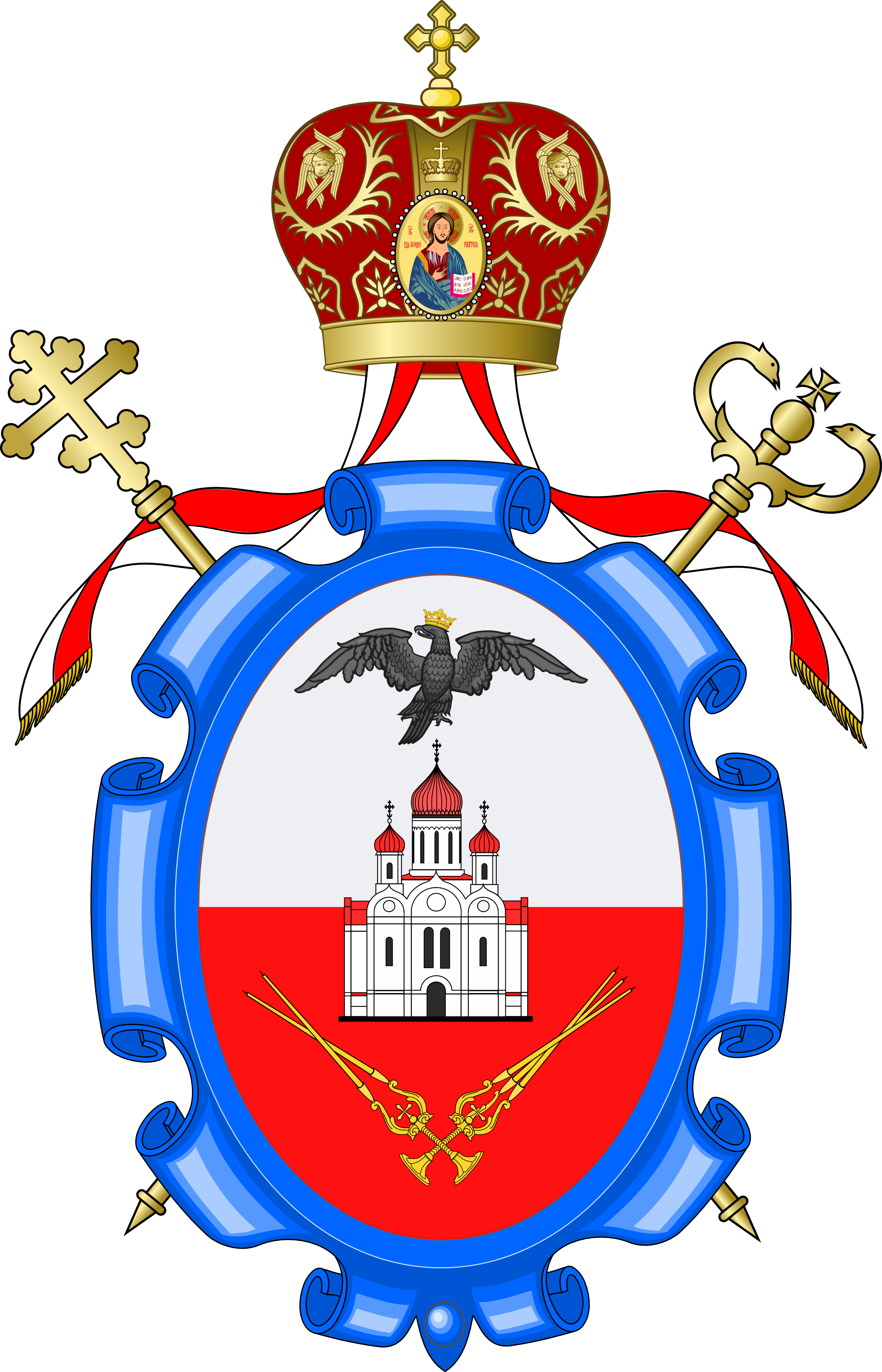
Herb Warszawskiej Metropolii Prawosławnej

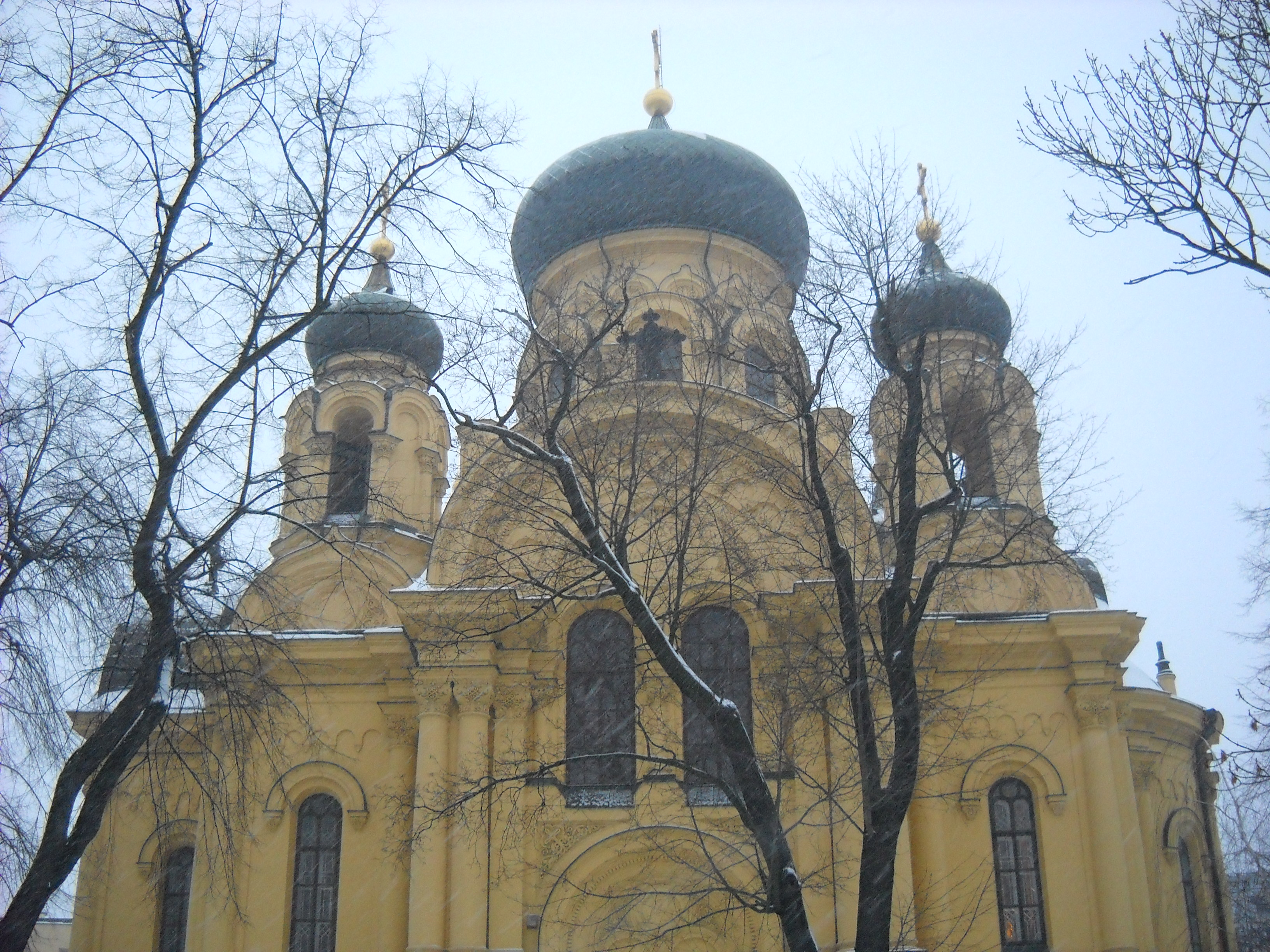
Sobór św. Marii Magdaleny w Warszawie – świątynia metropolitów warszawskich i całej Polski

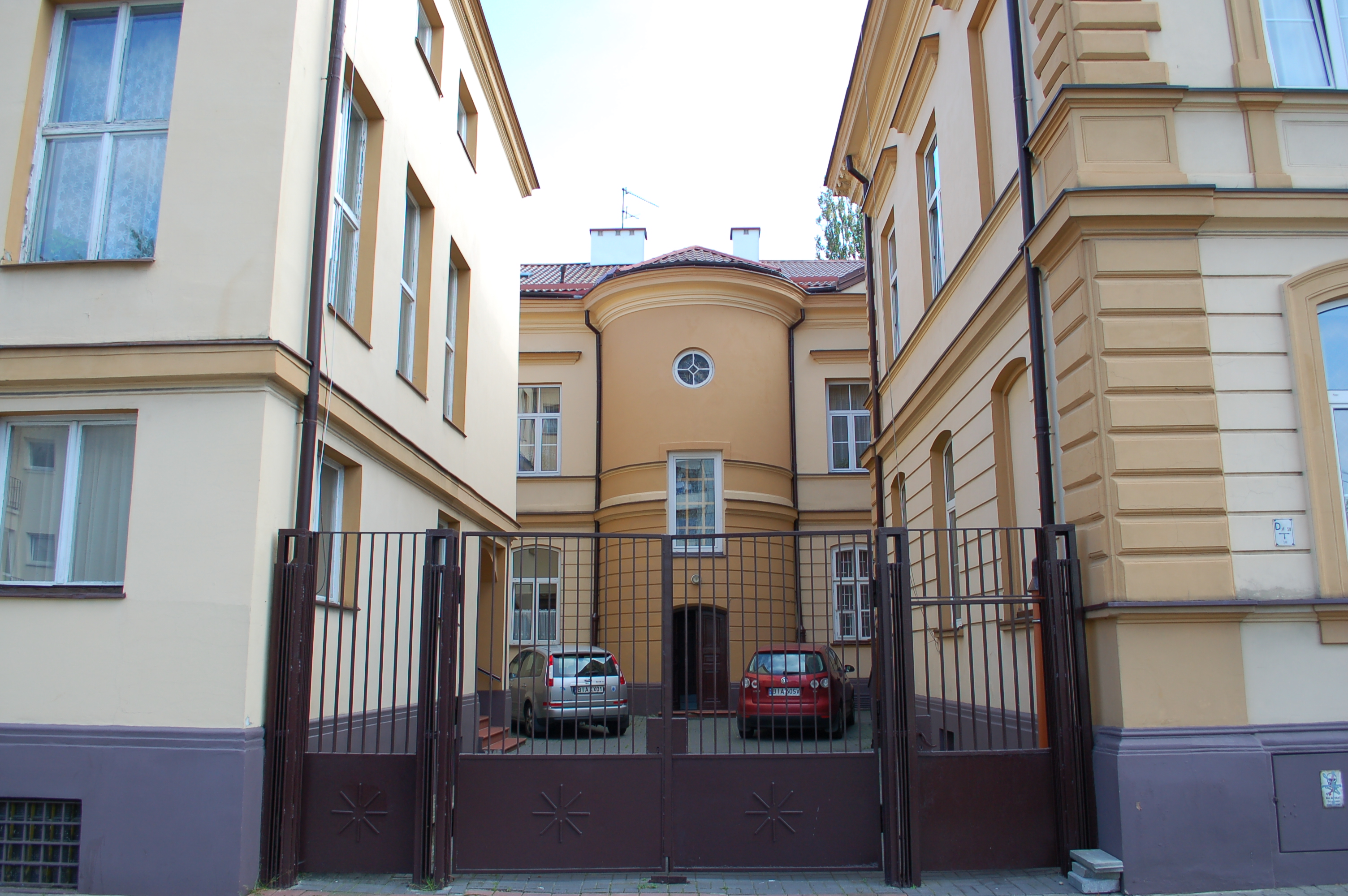
Rezydencja metropolitów warszawskich i całej Polski, widok od ulicy Świętych Cyryla i Metodego

Metropolita warszawski i całej Polski, w pełnym brzmieniu Jego Eminencja Wielce Błogosławiony Prawosławny Arcybiskup Metropolita Warszawski i całej Polski, cs. Błażenniejszyj mitropolit warszawskij i wsieja Polszi – tytuł przysługujący zwierzchnikom Polskiego Autokefalicznego Kościoła Prawosławnego. Metropolici warszawscy i całej Polski są równocześnie ordynariuszami diecezji warszawsko-bielskiej oraz honorowymi zwierzchnikami monasteru św. Onufrego w Jabłecznej (stauropigia).
Metropolita warszawski i całej Polski, jako przewodniczący Soboru Biskupów PAKP, jest zarazem przedstawicielem Kościoła w jego relacjach wewnętrznych i zewnętrznych. Urząd pełniony jest dożywotnio.
Warszawa jest siedzibą prawosławnej diecezji od 1840, jednak jej zwierzchnicy otrzymują każdorazowo godność metropolity dopiero od 1922. Tytuł metropolita warszawski i całej Polski pojawił się po wejściu struktur Kościoła prawosławnego w Polsce w jurysdykcję Patriarchatu Konstantynopolitańskiego w 1923 i był od tego czasu stosowany z przerwą w latach 1939–1945.

## Obowiązki i wybór
Zgodnie ze statutem PAKP, metropolita warszawski i całej Polski jest przedstawicielem Kościoła w jego relacjach wewnętrznych i zewnętrznych (w tym z instytucjami świeckimi). Jego obowiązkiem jest dbałość o dobro Kościoła; metropolita jest ponadto przewodniczącym Soboru Biskupów PAKP i zwołuje, zgodnie z jego uchwałą, Sobór Lokalny PAKP. Ma prawo udzielać rad wszystkim hierarchom Kościoła oraz dba o obsadzanie katedr biskupich w PAKP, może nadawać biskupom godność arcybiskupią. Utrzymuje relacje z innymi prawosławnymi Kościołami lokalnymi. Swoją działalność przedstawia w sprawozdaniach dla Soboru Biskupów.
Zewnętrzną oznaką godności metropolity warszawskiego i całej Polski są dwie panagie oraz biały kłobuk z krzyżem.
Elekcji zwierzchnika PAKP każdorazowo dokonuje Sobór Biskupów w terminie nie dłuższym niż trzy miesiące od powstania wakatu na urzędzie. W przypadku śmierci metropolity lub niemożności pełnienia przez niego urzędu obowiązki pełni hierarcha najstarszy chirotonią.

## Zarys historyczny
Warszawa po raz pierwszy stała się siedzibą prawosławnego biskupa w 1834. Wówczas Świątobliwy Synod Rządzący zdecydował, iż w mieście tym mieli rezydować wikariusze eparchii wołyńskiej, z których każdy kolejny miał otrzymywać tytuł biskupa warszawskiego. Pierwszym duchownym z tym tytułem został biskup Antoni (Rafalski). Jednak już po sześciu latach władze Rosyjskiego Kościoła Prawosławnego postanowiły powołać samodzielną eparchię warszawską i nowogieorgijewską, której pierwszym ordynariuszem również został Antoni (Rafalski). Od reorganizacji eparchii po likwidacji unickiej diecezji chełmskiej w 1875 rezydujący w Warszawie hierarchowie prawosławni nosili tytuł biskupów chełmskich i warszawskich. Natomiast od 1905, gdy wydzielona została samodzielna eparchia chełmska, przysługiwał im tytuł biskupów – warszawskich i nadwiślańskich.
W 1915 arcybiskup warszawski i nadwiślański Mikołaj (Ziorow) wyjechał z Warszawy na fali bieżeństwa i nigdy do niej nie wrócił (zmarł w Piotrogrodzie w tym samym roku). Sobór Lokalny Rosyjskiego Kościoła Prawosławnego, obradujący w latach 1917–1918, wyznaczył do objęcia wakującej katedry arcybiskupa Serafina (Cziczagowa). Ten jednak nie otrzymał zgody na wjazd na terytorium niepodległej Polski z powodu nieposiadania obywatelstwa polskiego, dodatkowo w tym samym czasie władze radzieckie nie zezwoliły na jego wyjazd z kraju. Władze polskie podjęły tymczasem starania na rzecz odnalezienia kandydata na nowego biskupa warszawskiego, który miałby równocześnie stanąć na czele autokefalicznego polskiego Kościoła prawosławnego.
Ostatecznie na mocy porozumienia między rządem polskim a patriarchą moskiewskim i całej Rusi Tichonem w 1921 Rosyjski Kościół Prawosławny zgodził się na powstanie autonomicznego Kościoła prawosławnego obejmującego terytorium Polski i pozostającego w jurysdykcji Patriarchatu Moskiewskiego. Na jego czele, jako tymczasowy administrator i egzarcha patriarszy stanął arcybiskup Jerzy (Jaroszewski). W roku następnym arcybiskup Serafin (Cziczagow) ostatecznie zrezygnował ze starań o objęcie katedry warszawskiej, co umożliwiło nadanie arcybiskupowi Jerzemu tytułu metropolity warszawskiego.
Tytuł metropolita warszawski i całej Polski pojawił się po wejściu struktur Kościoła prawosławnego w Polsce w jurysdykcję Patriarchatu Konstantynopolitańskiego w 1923.

## Lista metropolitów warszawskich i całej Polski
| Fotografia      | Hierarcha              | Okres pełnienia urzędu | Okres pełnienia urzędu | Uwagi |
| Fotografia      | Hierarcha              | od                     | do | Uwagi |
| --------------- | ---------------------- | ---------------------- | --- | --- |
|                 | Jerzy (Jaroszewski)    | 30 stycznia 1922       | 8 lutego 1923 | W wykazach prawosławnych metropolitów warszawskich i całej Polski wymieniany jest jako pierwszy, z uwagi na rolę hierarchy w uzyskaniu przez Kościół w Polsce autokefalii. Za życia nigdy jednak nie posługiwał się tym tytułem ani też nie został mu oficjalnie nadany. |
|                 | Dionizy (Waledyński)   | 29 kwietnia 1923       | 23 listopada 1939, ponownie do 17 kwietnia 1947 | W 1939 został zmuszony przez hitlerowców do rezygnacji z urzędu i przekazania zarządu podległych mu struktur biskupowi berlińskiemu i niemieckiemu Serafinowi (Lade). W latach 1940–1944 nie posługiwał się tytułem metropolity warszawskiego i całej Polski, lecz metropolity Autokefalicznego Kościoła Prawosławnego w Generalnej Guberni. W 1948 dekret prezydenta Bolesława Bieruta cofnął mu zgodę władz państwowych na pełnienie urzędu, natomiast większość autokefalicznych Kościołów prawosławnych nadal uznawała go za legalnego zwierzchnika PAKP. |
|                 | Tymoteusz (Szretter)   | 17 września 1947       | 7 sierpnia 1951 | Locum tenens metropolii warszawskiej. |
|                 | Makary (Oksijuk)       | 7 sierpnia 1951        | 9 grudnia 1959 | Delegowany do pracy duszpasterskiej w Polskim Autokefalicznym Kościele Prawosławnym przez Rosyjski Kościół Prawosławny. Odszedł z urzędu z powodu złego stanu zdrowia i pod naciskiem polskich władz. |
|                 | Tymoteusz (Szretter)   | 9 grudnia 1959         | 5 maja 1961 | Locum tenens metropolii warszawskiej. |
| 5 maja 1961     | Tymoteusz (Szretter)   | 20 maja 1962           | Elekcji na metropolitę warszawskiego zarzucano złamanie prawa kanonicznego, ponieważ wyboru dokonał Sobór Biskupów Polskiego Autokefalicznego Kościoła Prawosławnego, a nie Sobór Elekcyjny. | |
|                 | Jerzy (Korenistow)     | 24 maja 1962           | 25 maja 1965 | Locum tenens metropolii warszawskiej. |
|                 | Stefan (Rudyk)         | 25 maja 1965           | 26 marca 1969 | Elekcji metropolity warszawskiego dokonano po trzech latach od śmierci poprzedniego metropolity – Tymoteusza. Wynikało to z postawy władz Polskiej Rzeczypospolitej Ludowej, które nie dopuszczały do chirotonii nowych hierarchów, stawiając tym samym przeszkody w uzyskaniu wymaganej przez prawo kanoniczne liczby biskupów w Kościele autokefalicznym uprawnionych do wyboru metropolity. |
|                 | Jerzy (Korenistow)     | 26 marca 1969          | 24 stycznia 1970 | Locum tenens metropolii warszawskiej. |
|                 | Bazyli (Doroszkiewicz) | 24 stycznia 1970       | 24 stycznia 1998 | Wybór Bazylego został zaakceptowany przez władze Polskie Rzeczypospolitej Ludowej z uwagi na treść składanych przez niego memoriałów z propozycjami przekształceń w Kościele. Działalność Bazylego nosiła charakter ekumeniczny i była skierowania na ożywienie kontaktów z innymi lokalnymi Kościołami prawosławnymi. Zmarł po miesięcznym pobycie w szpitalu, w okresie choroby nie był w stanie wypełniać obowiązków metropolity. |
|                 | Sawa (Hrycuniak)       | 28 stycznia 1998       | 12 maja 1998 | Locum tenens metropolii warszawskiej. |
| od 31 maja 1998 | Sawa (Hrycuniak)       |                        | | |